# Наши достижения
«Наши достижения» — советский журнал художественного очерка, выходивший в 1929—1937 годах (в 1929 один раз в два месяца, затем ежемесячно). Его целью было освещать «достижения на фабриках и заводах, на полях, во всех областях науки, техники и культуры, в быту трудящихся», рассказывать «о наших достижениях широким массам рабочих и крестьян в живой и доступной для понимания форме».
Организован по инициативе А. М. Горького, который стал ответственным редактором. Непосредственное руководство журналом осуществляли заместители редактора А. Б. Халатов, В. Т. Бобрышев, А. З. Гольцман, заведующий редакцией И. С. Шкапа, секретарь редакции С. Б. Урицкий.
В журнале было шесть отделов:
- науки (О. Ю. Шмидт)
- техники и производства (А. З. Гольцман)
- сельского хозяйства
- культуры и быта (А. В. Луначарский)
- искусства (А. В. Луначарский)
- хроники (С. Б. Урицкий)

Первый номер за 1929 год был напечатан тиражом 20000 экземпляров (и было допечатано ещё 10000 экз.), к концу года тираж вырос до 40 тысяч, в 1930 до 55 тысяч, в последующем в отдельные месяцы доходил до 100 тысяч.
И. С. Шкапа вспоминал:
Многие известные литераторы того времени, например, Клычков, Клюев, Ширяев, Павел Васильев, приходили в редакцию и высмеивали нас. Они не собирались видеть достижений там, где их нет.
В 1930 году от «Наших достижений» отпочковался иллюстрированный журнал «СССР на стройке».
Журнал был внезапно закрыт на пятом номере за 1937 год.